# Colle Sud
 Il Colle Sud è una sella montuosa, posta ad un'altitudine di 7.906 m s.l.m., il punto più basso della cresta che unisce tra loro l'Everest e il Lhotse, vale a dire la prima e la quarta montagna della Terra per altezza. La via più comune di ascensione all'Everest dal Nepal passa attraverso questo punto, sul quale viene di norma allestito l'ultimo campo avanzato (abitualmente il quarto).

## Storia
Dopo il fallimento di tutti i tentativi di raggiungere la vetta dell'Everest dalla cresta nord-est attraverso il Colle Nord, la chiusura del Tibet agli stranieri e la quasi contemporanea apertura delle frontiere nepalesi nel 1949 costrinsero le spedizioni alpinistiche a trovare una diversa via di accesso. Il nuovo percorso era già stato intuito da Eric Shipton durante l'ascensione al Lingtren del 1935; nel 1950 Bill Tilman confermò tale impressione, ma giudicò scarsamente praticabile la cascata del Khumbu. Fu ancora Shipton, l'anno successivo, a trovare la chiave per superare tale punto, ma ne giudicò i pericoli oggettivi troppo elevati per i portatori che avrebbero dovuto passare continuamente tra i seracchi.
L'anno successivo una spedizione svizzera raggiunse per la prima volta il Colle Sud attraverso una sporgenza rocciosa chiamata da allora “Sperone dei Ginevrini“;  la cordata di punta, composta da Raymond Lambert e dallo sherpa Tenzing Norgay si fermò però a poco più di 200 m dalla vetta. Nel 1953, durante il primo tentativo riuscito di ascensione alla vetta effettuato da una spedizione britannica, sul colle fu posto l'ottavo campo avanzato; da qui partirono il 28 maggio Edmund Hillary e Tenzing Norgay per raggiungere la cima il giorno successivo, dopo un ulteriore campo sulla cresta sud-est.